# Terapie cu urină
Terapia cu urină sau uroterapia (sau urinoterapia, Shivambu, uropatia sau terapia cu auto-urină) reprezintă în medicina alternativă folosirea urinii umane în scopuri medicinale sau cosmetice, inclusiv consumul propriei urine și masajul pielii sau gingiilor cu urina proprie. Nu există dovezi științifice care să susțină afirmațiile în ce privește valențele benefice asupra sănătății, ale acestei metode. Pe de altă parte, ingestia de urină se poate dovedi periculoasă pentru cei care practică urinoterapia și poate conduce uneori la alterarea semnificativă a sănătății.

## Efecte asupra sănătății umane
Nu există dovezi științifice care să susțină folosirea urinii netratate cu scop terapeutic. Potrivit Societății Americane de Oncologie, „dovezile științifice disponibile nu susțin afirmațiile conform cărora, urina sau ureea administrate sub orice formă ajută pacienții cu cancer”.
Pe de altă parte, ingestia de urină se poate dovedi periculoasă pentru cei care practică urinoterapia și poate conduce la probleme grave, deoarece în fapt, astfel, sunt reingerate produse toxice, care, au fost normal evacuate deoarece se aflau în exces, în organism. În speță, practicarea regulată a urinoterapiei poate conduce la aceleași efecte ca cele pe care le generează insuficiența renală. Practica respectivă poate duce, de asemenea, prin reingerarea sării normal eliminate prin urină, la alterarea echilibrului sării în organism, drept efect al excesul de aport determinat de urinoterapie. În practică este de remarcat că aceasta accentuează deshidratarea, drept care manualele Armatei SUA nu recomandă o astfel de tehnică în situații în care se pune problema supraviețuirii.
Mai mult, folosirea urinii ca și tratament alternativ poate provoca infecții copiilor, datorită frecventelor tulpini de microorganisme patogene cu profil enteral multidrog rezistente, existente în urina copiilor care asupra cărora se aplică această tehnică de medicină alternativă.
Similar, în cazul ingestiei unor medicamente, consumul propriei urini poate altera dozajul acestora datorită excreției lor urinare, iar a consuma urina altcuiva poate introduce în propriul organism medicamente străine.
Este de remarcat că, în anul 2016, Asociația chineză pentru terapie cu urină a fost inclusă pe o listă a organizațiilor ilegale de către Ministerul Afacerilor Civile (din China).